# Djidjikhabl
Djidjikhabl - Джиджихабль (rus) - és un aül de la República d'Adiguèsia, a Rússia. Es troba a la vora meridional de l'embassament de Krasnodar, a la desembocadura del riu Marta, a 7 km al nord de Ponejukai i a 67 km al nord-oest de Maikop, la capital de la república.
Pertanyen a aquest municipi el khútor de Gorodskoi i els aüls de Kuntxukokhabl i Tauikhabl.